# 全自動麻雀卓
全自動麻雀卓（ぜんじどうマージャンたく、全自動卓）とは、麻雀の道具のひとつ。

## 概要
麻雀をするときに使用する麻雀卓のうち、洗牌と砌牌（山積み）を自動で行うものを全自動麻雀卓という。機種によっては、配牌の全部または一部や、王牌のドラめくりや嶺上牌下ろしも自動で行うこともある。また、各自の点数を表示する機能がつけられているものもある。
手動の麻雀卓と同様、通常は70-90cm四方の正方形のテーブルになっており、点棒入れや携帯電話置き場などが付くモデルが多い。雀荘では、現在手積みの麻雀卓は、ほぼ見られず全自動麻雀卓のみ設置されているのが一般的である。また、競技麻雀でも101競技連盟を除いて全自動麻雀卓を使用している。
雀荘では「風俗営業等の規制及び業務の適正化等に関する法律」第19条によって国家公安委員会規則で遊技料金の基準を定めるとしてあり、「風俗営業等の規制及び業務の適正化等に関する法律施行規則」第36条では全自動麻雀卓とその他の卓では徴収可能な料金（ゲーム代）が異なる。
モデルにもよるが、新品の販売価格が業務用で約25 - 110万円程度、家庭用で約7-35万円程度と高価であるため、中古品市場も形成されている。
なお使用中に常時強力な磁気を発生する性質があり、心臓ペースメーカーを装着している人間が卓に近づくと失神などを起こす恐れがある。このためペースメーカーのメーカーでは注意を呼びかけている。

## 機能
通常は麻雀牌のセットを2セット使い（この2セットの麻雀牌は各セットが混ざっても一目で分かるように、通常は背の色の異なるものを用いる）、直前の局で使用した牌セットを卓の内部に落とし込み、スタートボタンを押すと既に積み込まれたもう一つのセットが現れ、それと同時に落とし込まれた側のセットが次局で使用するための積み込みを始めるようになっている。これにより、手動の麻雀卓よりスピーディにゲームを進行させることができる。
操作方法は、まず卓の中央部にあるスタートボタンを押す。すると中央部が上がるか、中央部の周辺が下がる。後者の場合は一部の牌が重力によって卓の内部に落下する。落下しなかった牌を手で押し込んで全部の牌を卓の内部に入れる。そしてもう一度スタートボタンを押すと上がっていた卓の中央部が下がり（または中央部の周辺が上がり）、牌山の部分が一旦下がったあと、積み終わった牌山を押し出してから再び上がる。自動配牌卓では、牌山と同時に配牌が上がるものと、配牌のみが上がり、それを各自が手前に引き寄せると牌山が上がるものの2種類がある。洗牌後の機械内配牌の方式も数種類あり、単純にドラム等から一つずつ取り出し、コンベアで並べるもの、電磁石を利用し磁石等でくっ付けて並べるもの、アームでつかむ物等がある。磁石式などの機種台に、牌に磁石が入っていないものなどその機種に指定された牌以外を使うと、故障等の恐れがある。
後述するが、初期の自動卓には手積に比較して、どうしてもある程度は牌の偏りが発生してしまうという機能上の特性が存在した。一部の機種では有効牌が特定の山（特定の席、もしくは上下）に固まったり、（イカサマとしての）積み込みに近いことが出来たり、果ては自動配牌卓では前々局の上がり形がそのまま配牌として再現されるなどの現象が起きてしまうこともあった。このため、競技麻雀では手で洗牌を行った後に落とし穴に入れる団体もある。
牌を穴に落とし込む際、誤って牌以外の道具（例えば点棒など）を落としてしまうことも考えられるため、機種やモデルによって様々な対策が取られている。また副露牌など、一部の牌を入れ忘れて2度目のスタートボタンを押したときは、2つあるスタートボタンを同時に押すと再び卓の中央部が上がり、入れ忘れた牌を入れることができるようになる機種がある。一方、中央部の周辺を指で開けられるようになっているものもあり、そのモデルの場合はスタートボタンの同時押しは不要である。
自動配牌卓以外ではサイコロを振ることが必要になるが、サイコロを卓の内部に落とすことを避けるため、卓の真ん中に電動式（通常のサイコロをモーター等で回す仕組みで透明カバー内に収まっている）のものをつけたり、電子式のデジタル表示のサイコロやルーレットを動かすようになっている。この場合、厳密には「サイコロボタンを押す」ことになるが、手動卓の場合と同様に「サイコロを振る」と表現する。最近の機種ではサイコロボタンは各自の位置に備え付けられていることが多く、自分の位置のサイコロボタンを押すとそのボタンが点灯し、誰が現在の親であるかが判るようになっている。
牌の枚数が異なる三人麻雀についても、初期の卓では非対応だったり専用の部品を取り付ける必要があったりしたが、現在ではスイッチを切り替えるだけでよい。なお三人麻雀でも、正方形の卓のうち3辺を使用し、四人麻雀とは別の正三角形の卓を使用するわけではない。このため、三人麻雀では空席の部分にも牌山が積まれることになるが、そのままでは自摸が取りにくいため、長方形の棒を用意して空席の牌山を寄せやすくしたり、自動で空席の牌山を押し出す装置が取り付けられることもある。
得点の自動表示機能に関しては、それぞれ重さの異なる点棒の合計によって計測する「重量式」、点棒内の電気抵抗部分を点箱内の端子に接触させて計測する「金属接触式」、点棒内のICチップを電波で計測する非接触の「電波式」などがある。近年では点棒を使用せず、ボタンによって点数の移動を行うものも存在する。

## 歴史
全自動麻雀卓の第1号は、ミシン部品メーカー東和製作所（旧渡邉精機製作所／現在のTOWA JAPAN）が1976年に開発（1977年販売開始）した「パイセッター」である。
全自動麻雀卓の前身として半自動麻雀卓が存在しており、1972年に「マグジャン」「オートジャン」が発売されている。これらはスイッチを入れるとすべての牌が一斉に裏返り自動的に洗牌を行うというもので、牌山は従来通り手積みで行う。
性能上、麻雀のイカサマのほとんどの土台である積み込みとサイコロの出目操作が封じられたため、全自動麻雀卓が出た当初は麻雀界に衝撃が起きた。これにより、イカサマによって食っていた雀士は食い扶持を失い、麻雀の公正化に大きく貢献したとされる。後に得点表示機能が導入されたことで、自他の点数や点差を確認する手間が省けるようになった。
登場当初は牌がよく混ざらず、牌山に偏りが生じると言われていた（後述）が、メーカー側の研究や技術改良が進んだことにより現在ではその点はほぼ解消されている。しかし、全自動配牌卓では配牌が自動で行われる利便性を優先する設計のため、偏りのクセが顕在化することになったともいわれている。そのため後述するが、メーカーは現在もさまざまな改良を行うことで撹拌性能を向上させる努力を行っている。

## 得点表示機能の出現による本体機能・枠機能の分化
1994年、業界初となる得点表示機能がついた「テンリーダー」を、株式会社ジョイス（2020年麻雀事業終了）が佐藤美術工芸及び電元オートメーション（2013年倒産）との共同開発により発売。
テンリーダーは重量式の得点表示方式を採用しており、電元オートメーション製の雀豪向けに開発された。これ以降、各社は様々な得点表示枠を発表するが、麻雀卓は
1. 牌を自動的に攪拌し山を積む機能→本体機能
2. 点棒をセットすると点棒を読み込み自動的に得点を表示する機能→枠機能

の2機能に分化し、本体・枠それぞれが別々のメーカーにより作られるという状況が生まれた。以降、本体・枠両方作っていた従来のメーカーの形に加え、枠しか作らず他社の本体を組み合わせて売るケース（アルバンの忍者枠やレディオシステムのeager枠など）が増え、それゆえに麻雀卓の名称を呼ぶ際にそれが枠の名称なのか、本体の名称なのか、その麻雀卓がどのメーカーのものなのか等が判然としない状況が、現在に至るまで継続している。さらに現在では、物理的な点棒を一切使用せず、ボタンを用いてデジタル表示で得点の授受を表現する得点表示枠（デジテンボウ２）も存在している。

## 得点の中央表示
得点表示枠の発展形として、得点を麻雀卓の中央部分に表示する機能がついた自動卓も発売された。これは枠ではなく、本体への追加機能として実装されており、得点表示枠と同じ専用の点棒を必要とする。また中央部分だけでなく、中央＋枠の両方に得点が表示されるタイプの麻雀卓もある。現行のモデルでは、得点中央表示は下記モデルが生産されている
- アモスヴィエラ - 大洋技研株式会社
- GAZZ（ガズィ）CFSモデル - 有限会社アジャスト
- センチュリーフェニックスCタイプ・CFタイプ - 株式会社鳳凰
- センチュリーファーストCFタイプ - 株式会社鳳凰
- S-tellar（ステラ）DTタイプ・ETタイプ - 株式会社レディオシステム

アモスヴィエラ＆センチュリーフェニックスCタイプ → 中央のみ表示
GAZZ（ガズィ）CFSモデル＆センチュリーフェニックスCFタイプ＆センチュリーファーストCFタイプ＆S-tellar（ステラ）DTタイプ・ETタイプ　→ 中央＋枠の両方に表示。

## 得点表示枠の一覧
| 商品名                           | ﾒｰｶｰ                 | 発表年 | 現状     | 表示箇所 | 表示方式    | 点棒方式※1 | 箱下表示 | 点差表示 | ﾄｰﾀﾙ表示   | 着順表示    | ﾁｪｯｸﾗﾝﾌﾟ※2       | 自動集計 | 備考 |
| -------------------------------- | -------------------- | ------ | -------- | -------- | ----------- | ---------- | -------- | -------- | ---------- | ----------- | ---------------- | -------- | --- |
| テンリーダー                     | ジョイス             | 1994年 | 廃番     | 枠の各席 | 1家単体表示 | 重量式     | 〇       | 〇       | 〇(同時押) | ×           | ×                | ×        | 初の点棒表示枠＆初の箱下表示。点箱を閉める必要がある。 |
| アモスモンスター                 | 大洋化学             | 1996年 | 廃番     | 枠の各席 | 1家単体表示 | 電極接触式 | ×        | 〇       | 〇         | 〇          | ×                | ×        | 初の電極接触式。初の4者着順同時表示。 |
| 忍者(初代)                       | アルバン             | 1997年 | 廃番     | 枠の各席 | 1家単体表示 | 電極接触式 | ×        | 〇       | 〇         | 〇          | ×                | ×        | アモスモンスターのOEM。アモス向けと雀豪向けが存在。 |
| ジョイナビ                       | ジョイス             | 1997年 | 廃番     | 中央     | 4家同時表示 | 重量式     | 〇       | ×        | 〇         | ×           | 〇(常時ﾄｰﾀﾙ表示) | ×        | 初の中央表示。初の常時トータル表示。カラー液晶を採用。サイコロもデジタル表示だった。 |
| テンパル (初代)                  | マツオカ             | 1997年 | 廃番     | 枠の各席 | 1家単体表示 | 電極接触式 | ×        | 〇       | ×          | △(自家のみ) | ×                | ×        | 点箱を閉めなければエラーになる仕様だった。 |
| テンパル (PAL2)                  | マツオカ             | 1999年 | 廃番     | 枠の各席 | 1家単体表示 | 電極接触式 | 〇       | 〇       | ×          | △(自家のみ) | 〇               | ×        | 初のチェックランプ採用。自家の順位が初代より見やすくなった。点箱を開いていてもOK。 |
| アモスコング                     | 大洋化学             | 2000年 | 廃番     | 枠の各席 | 1家単体表示 | 電極接触式 | ×        | 〇       | 〇         | 〇          | ×                | ×        | アモスモンスターの改良版、各席を示すランプとトータル表示中を示すランプをモンスターに追加し見やすくなった。チップケース追加。チップケースがはまっていない状態だとエラーになる。                                                                                     |
| 忍者Ⅱ                            | アルバン             | 2000年 | 廃番     | 枠の各席 | 1家単体表示 | 電極接触式 | ×        | 〇       | 〇         | 〇          | ×                | ×        | アモスコングのOEM。雀豪向け。 |
| wakwak                           | エムテックスマツムラ | 2000年 | ﾒｰｶｰ廃業 | 枠の各席 | 4家同時表示 | 電極接触式 | 〇       | ×        | 〇         | ×           | 〇(常時ﾄｰﾀﾙ表示) | ×        | 初の4家同時表示。これ以降の新製品は全て4家同時表示。 |
| M2                               | エムテックスマツムラ | 2001年 | ﾒｰｶｰ廃業 | 枠の各席 | 4家同時表示 | 電極接触式 | 〇       | ×        | 〇         | ×           | 〇(常時ﾄｰﾀﾙ表示) | ×        | wakwakを木製に変え各メーカーに設置可能とした製品。 |
| アモスコングバトル4              | 大洋化学             | 2001年 | 廃番     | 枠の各席 | 4家同時表示 | 電気接触式 | 〇       | 〇       | 〇         | 〇          | 〇               | △※3      | 初の着順表示。この枠に初めて搭載された自動集計機能がフリー雀荘を中心にアモスブランド躍進のきっかけとなった。 |
| 忍者バトル4                      | アルバン             | 2002年 | 廃番     | 枠の各席 | 4家同時表示 | 電極接触式 | 〇       | 〇       | 〇         | 〇          | 〇               | △※3      | アモスコングバトル4のOEM。雀豪向け。 |
| デジコロン                       | マツオカ             | 2002年 | 廃番     | 中央     | 4家同時表示 | 電極接触式 | 〇       | ×        | ×          | △(ﾄｯﾌﾟのみ) | ×                | △※3      | 電極接触式としては初の中央表示。センチュリー向け。トップのみ色が赤、他は緑となる仕様。サイコロはデジタル式。 |
| wakwakⅡ                          | エムテックスマツムラ | 2002年 | ﾒｰｶｰ廃業 | 枠の各席 | 4家同時表示 | 電極接触式 | 〇       | 〇       | 〇         | 〇          | 〇(常時ﾄｰﾀﾙ表示) | △※3      | エムテックスマツムラの最終製品。 |
| テンリーダーⅡ                    | ジョイス             | 2002年 | 廃番     | 枠の各席 | 4家同時表示 | 重量式     | 〇       | 〇       | 〇         | 〇          | 〇(常時ﾄｰﾀﾙ表示) | △※3      | ほとんど流通せず。ジョイスの最終製品かつ最後の重量式。 |
| radio                            | マツオカ             | 2002年 | 廃番     | 枠の各席 | 4家同時表示 | IC非接触式 | 〇       | 〇       | 〇         | ×           | 〇(常時ﾄｰﾀﾙ表示) | △※3      | 初のIC非接触式。本製品の発表以降IC非接触式の優位が確立。マツオカの表示枠開発部門はこれ以降レディオシステムというマツオカの子会社として分社化。 |
| サイコロンA                      | マツオカ             | 2005年 | 廃番     | 中央     | 4家同時表示 | 電気接触式 | 〇       | ×        | ×          | △(ﾄｯﾌﾟのみ) | ×                | △※3      | 不評だったデジタルサイコロを本物のサイコロに変更。センチュリー＆テンパルPAL2向け。 |
| サイコロンB                      | マツオカ             | 2005年 | 廃番     | 中央     | 4家同時表示 | IC非接触式 | 〇       | ×        | ×          | △(ﾄｯﾌﾟのみ) | ×                | △※3      | サイコロンのIC非接触式版。センチュリーradio、センチュリーacro向け。鳳凰の独立に伴い、完全に廃番となった。 |
| アモスアルティマ                 | 大洋化学             | 2005年 | 廃番     | 枠の各席 | 4家同時表示 | IC非接触式 | 〇       | 〇       | 〇         | 〇          | 〇               | △※3      | 大洋化学初のIC非接触式。新アモスに搭載し自動配牌機能を搭載、コングバトル４から引きついだ自動集計機能も備えアモス1強の原動力となった。 |
| アモスセヴィア                   | 大洋化学             | 2005年 | 廃番     | 枠の各席 | 4家同時表示 | IC非接触式 | 〇       | 〇       | 〇         | 〇          | 〇               | ×        | アモスアルティマから自動集計機能を除いた廉価版。 |
| 忍者バトル4 (2代目-新アモス向け) | アルバン             | 2007年 | 廃番     | 枠の各席 | 4家同時表示 | 電極接触式 | 〇       | 〇       | 〇         | 〇          | 〇               | △※3      | アモス1強の情勢を受けてアルバンが新アモス向けにプラスチック外装のみ忍者バトル4を作り直した。コングバトル4/忍者バトル4初代と中身は同じ。 |
| acro                             | マツオカ             | 2010年 | 廃番     | 枠の各席 | 4家同時表示 | IC非接触式 | 〇       | 〇       | 〇         | ×           | 〇(常時ﾄｰﾀﾙ表示) | △※3      | radioの製造部品が入手しにくくなったことを受けデザインを一新しオープントップにした。 |
| アモスプレジャー                 | 大洋化学             | 2011年 | 廃番     | 枠の各席 | 4家同時表示 | IC非接触式 | ×        | 〇       | 〇         | 〇          | 〇               | ×        | 初の家庭向けIC非接触式。旧アモス卓に搭載することでIC非接触式では初めて定価50万円を切った。 |
| eager                            | マツオカ             | 2012年 | 廃番     | 枠の各席 | 4家同時表示 | IC非接触式 | 〇       | 〇       | 〇         | ×           | 〇(常時ﾄｰﾀﾙ表示) | ×        | acroの点棒及びデザインを一新した。オプションでUSB充電機能あり。 |
| eagle one (前期)                 | アジャスト           | 2012年 | 廃番     | 枠の各席 | 4家同時表示 | 電極接触式 | 〇       | ×        | 〇         | ×           | 〇(常時ﾄｰﾀﾙ表示) | ×        | エムテックスマツムラの麻雀事業撤退に際しwakwakのデザインのみを変更し、アジャストが継承。 |
| フェニックスNEOα                 | 鳳凰                 | 2012年 | 販売中   | 枠の各席 | 4家同時表示 | 電極接触式 | 〇       | 〇       | 〇         | △(自家のみ) | 〇(常時ﾄｰﾀﾙ表示) | ×        | テンパルPAL2の後継。センチュリー向け。マツオカから鳳凰が独立する時に技術を持ち出した。これ以降マツオカは卓の製造から撤退。センチュリーシリーズのサポートは鳳凰が行うこととなった。                                                                                 |
| サイコロン鳳凰版 (電気接触式)    | 鳳凰                 | 2012年 | 販売中   | 中央     | 4家同時表示 | 電極接触式 | 〇       | ×        | ×          | △(ﾄｯﾌﾟのみ) | ×                | ×        | センチュリー向け。マツオカから鳳凰が独立する時に技術を持ち出した。これ以降マツオカは卓の製造から撤退。しかし、サイコロンIC非接触式はサポート外となった。 |
| アモスレックス(Ⅰ/Ⅱ)              | 大洋技研             | 2014年 | 廃番     | 枠の各席 | 4家同時表示 | IC非接触式 | 〇       | 〇       | 〇         | 〇          | 〇               | △※3      | 大洋化学が大洋技研と社名変更して発表したアルティマの後継。自動集計機能については様々な理由により大洋技研出荷モデルでは実装せず、代理店側による追加機能となった。レックス1/2は本体が違うが枠は同一。USB充電付き。2018・2019年Mリーグに採用された。2022年8月で廃番。 |
| アモスヴィエラ                   | 大洋技研             | 2015年 | 販売中   | 中央     | 4家同時表示 | IC非接触式 | ×        | ×        | ×          | ×           | 〇               | ×        | 大洋技研として初めての中央表示。センチュリーシリーズのニーズに合わせた。 |
| eagle one (後期)                 | アジャスト           | 2016年 | 販売中   | 枠の各席 | 4家同時表示 | 電極接触式 | 〇       | 〇       | 〇         | 〇          | 〇(常時ﾄｰﾀﾙ表示) | ×        | エムテックスマツムラから継承したwakwakに対し点差及び着順表示機能を追加したもの。demioとほぼ同じ。 |
| gazz CFS                         | アジャスト           | 2016年 | 販売中   | 中央     | 4家同時表示 | 電極接触式 | ×        | ×        | ×          | ×           | ×                | ×        | gazzシリーズのオプション。得点のみ中央に表示される。単体ではなくeagle one(後期)と組み合わせて使用する。 |
| demio                            | レディオシステム     | 2016年 | 販売中   | 枠の各席 | 4家同時表示 | 電極接触式 | 〇       | 〇       | 〇         | 〇          | 〇(常時ﾄｰﾀﾙ表示) | ×        | レディオ枠の家庭向け廉価版。エムテックスマツムラwakwakをベースに、点差及び着順表示の機能を追加した。eagle one(後期)とほぼ同じ。2022年現在は受注生産のみ。 |
| eagerⅡ                           | マツオカ             | 2017年 | 販売中   | 枠の各席 | 4家同時表示 | IC非接触式 | 〇       | 〇       | 〇         | ×           | 〇(常時ﾄｰﾀﾙ表示) | ×        | eagerでオプションだったUSB充電を標準機能にした。 |
| デジテンボウ１                   | レディオシステム     | 2019年 | 廃番     | 枠の各席 | 4家同時表示 | 点棒不使用 | ×        | 〇       | ×          | ×           | ×                | ×        | 点棒を一切使用しない全デジタルの表示枠。あらゆる製品に搭載可能。安価。中華卓ベースのGAZZやMJ-revoなどに搭載された。 |
| アモスJP-EX                      | 大洋技研             | 2019年 | 販売中   | 枠の各席 | 4家同時表示 | IC非接触式 | ×        | ×        | ×          | ×           | 〇               | ×        | 家庭向けIC非接触式点棒方式。中国卓に搭載することで初めてIC非接触式で初めて30万円以下を実現。 |
| スリムプラススコア               | アルバン             | 2020年 | 販売中   | 枠の各席 | 4家同時表示 | IC非接触式 | ×        | 〇       | 〇         | △(自家のみ) | 〇(常時ﾄｰﾀﾙ表示) | ×        | アルバン初の家庭向けIC非接触式点棒方式。点棒を卓の淵から投入できるポケット機能とUSB充電搭載。 |
| MJ-REVO live                     | コペラス             | 2020年 | 販売中   | 枠の各席 | 4家同時表示 | 電極接触式 | 〇       | ×        | 〇         | ×           | 〇(常時ﾄｰﾀﾙ表示) | ×        | 2020年時点では過去の技術となりつつあった電極接触式をあえて採用している。そのため点棒を使用する得点表示機能付きの卓としては初めて定価20万円を切ることに成功した。                                                                                                   |
| センチュリーファースト           | 鳳凰                 | 2020年 | 販売中   | 枠の各席 | 4家同時表示 | IC非接触式 | 〇       | 〇       | ×          | ×           | 〇               | ×        | 鳳凰初のIC非接触式点棒方式。USB充電機能あり。鳳凰はマツオカから独立する際にIC非接触式表示枠の技術はマツオカ＆レディオシステムから持ち出せなかったため、2020年になって自社開発した。                                                                                |
| サイコロン鳳凰版2 (IC非接触式)   | 鳳凰                 | 2021年 | 販売中   | 中央     | 4家同時表示 | IC非接触式 | 〇       | ×        | ×          | △(ﾄｯﾌﾟのみ) | ×                | ×        | センチュリーファーストにつけるためのオプション。 |
| アモスレックス3                  | 大洋技研             | 2021年 | 販売中   | 枠の各席 | 4家同時表示 | IC非接触式 | 〇       | 〇       | 〇         | 〇          | 〇               | △※3      | 点棒を卓の淵から投入できるポケット機能と強力なUSB充電搭載。オープントップ方式。2020年以降Mリーグに採用されている。自動集計機能はレックス１／２の方式を踏襲。 |
| Maru-JanR                        | シグナルトーク       | 2021年 | ﾒｰｶｰ廃業 | 枠の各席 | 4家同時表示 | 点棒不使用 | 〇       | 〇       | 〇         | 〇          | 〇               | 〇       | タッチパッドを採用した初の完全デジタル点棒表示枠。しかしながら売り上げ不振のため開発から1年、販売開始からわずか5か月程度で製造・販売中止。 |
| デジテンボウⅡ                    | レディオシステム     | 2022年 | 販売中   | 枠の各席 | 4家同時表示 | 点棒不使用 | ×        | 〇       | ×          | ×           | ×                | ×        | デジテンボウ1の操作性を向上し、かつ音声ガイドを導入した後継製品。あらゆる枠に搭載可能。 |
| アモスJP-EX COLOR                | 大洋技研             | 2022年 | 販売中   | 枠の各席 | 4家同時表示 | IC非接触式 | ×        | 〇       | 〇         | 〇          | 〇(ﾄｰﾀﾙ表示)     | ×        | アモスJP-EXの発展版。競合製品のスリムプラスSCOREに対抗し、カラー液晶化した。同時にjp-exでは実装を見送った得点差表示、着順表示、トータル表示を実装した。 |

※1　点棒方式について・・・総合評価として　IC非接触式　＞　電極接触式　≒　重量式　という評価がされる。以下の理由による。
- 重量式－点棒の重さで計測。故障多い。表示が狂いにくい。計測が遅い。万点棒・千点棒・百点棒の投入箇所が決まっている。
- 電極接触式－点棒の電気抵抗で計測。故障が多い。接触面の手汗などにより表示が狂いやすい。計測が速い。万点棒・千点棒・百点棒の投入箇所が決まっている。
- IC非接触式－点棒のICチップで計測。故障が少ない。表示がほぼ狂わない。計測が速い。万点棒・千点棒・百点棒の投入箇所は自由。

☆点棒を使用しないデジタル表示方式は流通数が少なすぎるため評価は定まっていない。現在はIC非接触式以外の点棒表示機能は過去の技術となりつつある。
※2　チェックランプについて・・・4家の合計トータル点数が10万点(基本設定時)の時に緑のランプが光るので、点棒のズレが起こっても気づきやすい。緑のランプが光る点数は10万5000点、10万8000点、12万点などの設定変更が可能。常にトータルを表示する形式の表示枠(wakwakやMJ-REVO LiveやEager2など)の場合はトータル表示でチェックランプ機能代替となるためチェックランプ不要。
※3　自動集計機能について・・・ゲーム終了後、着順に応じてオカやウマや順位点など（俗に0.5-5-10や1-1-3や沈みウマ10－20などと呼ばれる麻雀特有の集計方法）の計算結果を自動的に一発表示する機能であり、フリー雀荘では非常に重宝した。オカやウマやルールが異なればその集計方法ごとに初期設定する必要があり、各メーカーの販売代理店が顧客から集計ルールをヒアリングし、そのヒアリング結果に基づいて卓に初期設定を行い出荷していた。集計ルールを「設定棒」や「ICカード」などの記録媒体にあらかじめ記録しておき、ルールを変える際は記録媒体を変えることで対応できる卓もある。2012年以降は様々な理由によりメーカーが直接この機能をカタログなどに掲示することは無くなった（そのため本wikiでは△表示）ため、メーカー出荷時にはこの機能は使用できないが、今現在も一部の雀荘や販売代理店では標準ではない追加機能として使用しているところもあるので詳細はメーカーではなく、各代理店や実際に追加機能を使用している雀荘や個人に確認のこと。当然ながらメーカーそのものが完全消滅あるいは完全撤退している場合は初期設定を行う手段が無いためこの機能を使うことは不可能である。2021年発売のMaru-JanR(現在は廃番)はメーカー自体が集計機能を前面に押し出して復活したが、それ以前のものとは全く異なる機能であり、かつ集計が複雑すぎたため、ほとんど一般に流通することなく消滅した。

## 吸い込み方式と撹拌性能
初の全自動麻雀卓パイセッターは、卓内中央部分（ターンテーブルと呼ばれる部分）にすべての牌が落とされたのち、ターンテーブルが回転しながら、ただ1か所の吸い込み口から築牌台に牌を送り、牌山を積む方式を採用した。この方式は、中央に集めた牌をほとんど洗牌することなく１つづつ順番にとりだし、端から順に並べて山を積むことを意味し、前の局の牌の並びの連続性が維持されてしまう（例えば567のシュンツや中中中などの刻子が、そのまま山に並べられてしまう）ことになった。そのため、この方式の全自動麻雀卓は手積みで牌山を積んだ状態に比較して全自動麻雀卓特有のクセ・偏りを生む結果ととなり、攪拌性について「全自動麻雀卓はちゃんと混ざらない・撹拌が弱い」という否定的な評価を受けることとなった。カキヌマ技研（1987年倒産）は、自社ブランドの『雀夢』の開発でパイセッター同様に１か所から吸い込む雀夢A型の開発からスタートし、2か所から吸い込む雀夢B型、4か所から吸い込む雀夢C型の開発に成功した。吸い込み口の増加にともない、前局の牌の並びを分断する確率が高くなる効果を生み、撹拌性能もアップすることになった。いち早く4か所吸い込み方式のセンチュリーの売り込みに成功したマツオカは、撹拌性能・耐久性を売り文句にシェアを大きく伸ばすことに成功した。しかしながら、21世紀以降に生産されている自動卓は全て4か所から吸い込む方式を採用しており、相対的にマツオカは強みを失うこととなった。その結果、2012年をもって、マツオカは麻雀卓の製造そのものからは撤退し、現在はイーガー枠を主軸とした販売会社として存続している。
①1か所吸い込み方式を採用した代表的な卓（現在は全て生産終了）
- パイセッター／雀友／雀風（エムテックスマツムラ）
- 雀夢A型（カキヌマ技研）※雀夢D型も同様
- 雀華（ミユキ精機）
- 雀豪シリーズ（電元オートメーション）※雀豪マーク１/２/３及び雀豪DOME1/2
- アモスギャバン（大洋化学）／雀ピオン※いわゆる旧アモス・・・モンスター／コング／オーシャン／マーテル／プレジャー／雀竜の本体部分

②2か所吸い込み方式を採用した卓（現在は全て生産中止）
- 雀夢B型（カキヌマ技研）
- 雀酔／コスモ（愛和技研→アイラブユー→コスモ）

③4か所吸い込み方式を採用した卓（旧モデル。現在、下記のもの現在は全て生産中止）
- 雀夢C型（カキヌマ技研）
- センチュリー（マツオカメカトロニクス）※鳳凰、ネクスト、モア、モア２
- 雀豪WONDER（DAI）※GAZZ 2型モデル
- 昇竜／MJJAPAN（電元オートメーション→DAI）・・・自動配牌機能あり。最初に配牌が上がってきて、配牌を前にひくと2段の山が上がってくる仕組み。
- アモスキューブ（大洋化学）※いわゆる新アモス・・・自動配牌機能無しをA型、自動配牌機能有りをB型と呼んでいた。キューブ（A型）、キューブHD（B型）セヴィア（A型/B型を発注時に指定）、アルティマ（B型）の本体部分
- アモスレックス１/2ルーレットタイプC型/C7型（大洋技研）※いわゆる新アモス・・・自動配牌あり。レックス１（レックス１は全てルーレットタイプ）をC型と呼び、レックス２のルーレットタイプをC7型と呼んだ。ルーレットタイプの廃番に伴い生産中止。

④現在の状況（現行モデル。現在、国内で新品として販売されている全ての卓が4か所吸い込み方式を採用しており、その機構から大きく下記の5タイプに分かれる）
- タイプ1-現行アモス業務用シリーズD/E型（大洋技研）※シャルム／ジョイ／ノア／ヴィエラ→自動配牌無し
- タイプ2-現行アモス業務用シリーズCS/CSJ型（大洋技研）※レックス2/3→自動配牌あり（アルティマの後継。レックス2以降はリンシャン下ろし、3方アガリを実装。レックス２のサイコロタイプをCS型、レックス３自動配牌整列機能つき（レックス３は全てサイコロタイプ）をCSJ型と呼ぶ。
- タイプ3-センチュリーシリーズBGタイプ（株式会社鳳凰）→自動配牌無し
- タイプ4-中華卓ベース自動配牌無し→アモスjp／AQUA／MJ-REVO／SlimPlus／GAZZなどの家庭用や廉価版と銘打たれることが多い製品群。タイプ1/2/3に比べ耐久性は劣る。
- タイプ5-中華卓ベース自動配牌あり→S-tellar（ステラ）株式会社レディオシステムが中華卓に改造を加え開発した。タイプ1/2/3に比べ耐久性は劣る。

業務用卓における全自動配牌卓（アルティマ）のシェアが伸びるにしたがって、山からの取り出しという作業を省略する全自動配牌卓の仕様（4枚ずつの取り出しという儀式が、最後のシャッフルの役割を果たしていたともいえる）により、全自動麻雀卓が持つ撹拌性能の弱さが再度顕在化し「自動配牌卓（アルティマ）は偏りがひどい。配牌が良すぎたり悪すぎたりする。山も同じ牌が連続していることが多い。上ヤマのほうが明らかに良ツモになる傾向がある」といった評判を生んだ。この状況に対処すべく、アルティマの開発元である大洋技研は自動配牌卓に対して更なる改良を重ねている。2014年には自動配牌卓で手牌と牌山が積まれる順番をランダムにするランダムセット機能を実装し（レックス1 ※同時にアルティマは廃番）、2016年には中央部に牌を留める機構をつけることにより、落とした牌がそのまま積まれず一度中央部に留め置かれてから吸い込みを開始することで、洗牌した状態を疑似的に実現した（レックス2追加オプションのシーパイレス）。
2021年発売モデルのレックス3ではシーパイレスが標準になり、配牌が上下揃った状態で上がってくる上下整列機能（レックス1/2で採用されたランダムセット機能か、レックス3上下整列機能のどちらかを購入時に選択する）により、吸い込みの際に上下そろっていなかった牌は一度ターンテーブルに落とし、結果として再度撹拌しなおされることで、副次的に撹拌性能を高める機能を実現している（レックス3上下整列バージョン、Mリーグで採用）。2022年には新たな自動配牌卓としてレディオシステムによりS-teller（ステラ）が開発された。ステラは山をあらかじめ3段に積み、上2段がヤマ、最下段が配牌となる仕組みを採用。上2段のヤマを前に出すと、最下段の配牌が持ち上がる仕組み。

## 国内のブランドとメーカー
現在、全自動麻雀卓本体および得点表示枠を製造する日本メーカーは、数社に限られる。中国で製造されたものを輸入して販売している業者も、多く存在する。国産卓ベースの上位モデルはリーチ音〇。中華卓ベースのものはリーチ音×。
①国内のメーカーおよび代表シリーズ（製造メーカーだけではなく販売会社を含む）
- AQUA(アクア)　- 株式会社ささき商事
- アモス - 大洋技研株式会社（製造メーカー。国産品。大洋化学の麻雀卓製造部門が子会社化）
- MJ-REVO - 株式会社コペラス（製造メーカー。屋号は雀卓ファクトリー。中華卓改良品を販売）
- GAZZ（ガズィ）/ BS（ビーエス）- 有限会社アジャスト（製造メーカー。中華卓の改良品。DAIの雀豪WONDERは中華卓ベースgazzのOEM販売だった）
- Slim(スリム)- 株式会社アルバン（中華卓をジョイスサービスと共同で改良し販売。2023年7月ジョイスサービス倒産後はアルバン専売）
- センチュリー - 株式会社鳳凰（製造メーカー。国産品。マツオカメカトロニクスからセンチュリーの権利を継承）
- Eager（イーガー）/S-tellar（ステラ） - 株式会社レディオシステム（製造メーカー。イーガーは枠のみの名称。ステラは中華卓ベースの改良品。マツオカ株式会社の実質的子会社。）

②本体のブランド（得点表示機能が無い本体機能のみのモデル。全てリーチ音×）
- AQUA(アクア)２　- 株式会社ささき商事（中華卓。28ミリ牌。「スパイダーハッシュ」改良版。AQUA１は33ミリ牌。）
- アモスjp2 - 大洋技研株式会社（中華卓。28ミリ、又は30ミリ牌。現行のアモスの家庭用スタンダードモデル。）
- アモスシャルム - 大洋技研株式会社（国産卓。28ミリ牌。現行のアモスの業務用スタンダードモデル。自動配牌機能なし。）
- アモスジョイ - 大洋技研株式会社（国産卓。28ミリ牌。シャルムの枠デザインを細目に変更した廉価版。アモスノアという色違いバージョンも存在。）
- MJ-REVO pro2 - 株式会社コペラス（中華卓。28ミリ牌のpro2が現在の標準。以前は33ミリ牌のseを標準として販売。）
- GAZZ標準モデル - 有限会社アジャスト（中華卓。29ミリ牌。牌の積み上げ状況が目視可能な内部構造。天板がスケルトンのモデルもある。）
- Slim Plus- 株式会社アルバン（中華卓。28ミリ牌が現在の標準。初期モデルは33ミリ牌。）
- センチュリーフェニックスNタイプ - 株式会社鳳凰（国産卓。27ミリか28.85ミリ牌が現在の標準。）

③本体＋得点表示枠セットで販売しているブランド（本体のみ枠のみの販売も一部している）
- アモスjp-ex - 大洋技研株式会社（中華卓。アモスjp2に得点表示枠を付けたもの。IC非接触式。4家同時表示。得点差表示×。リーチ音×）
- アモスjp-ex COLOR- 大洋技研株式会社（中華卓。アモスjp2にカラー液晶の得点表示枠を付けたもの。jp-exの発展版で、液晶がカラーになり、得点差表示が可能になった。IC非接触式。4家同時表示。得点差表示○。リーチ音×）
- アモスヴィエラ - 大洋技研株式会社（国産卓。28ミリ牌。IC非接触式。中央のみに得点表示。得点差表示×。自動配牌機能なし。リーチ音〇）
- アモスレックス3 - 大洋技研株式会社（国産卓。28ミリ牌。IC非接触式。4家同時表示。得点差表示〇。リーチ音〇。ドラめくり。自動配牌卓。レックス2以降はリンシャンおろし＆3方アガリを実装。レックス３は上下整列あり版と上下整列無し版の２つがある。）
- MJ-REVO smart - 株式会社コペラス（中華卓。MJ-REVO pro2にデジテンボウ１枠を組み合わせたもの。リーチ音×。）
- MJ-REVO live - 株式会社コペラス（中華卓。MJ-REVO pro2にコペラス独自の得点表示枠を組み合わせたモデル。電極接触式。4家同時表示。得点差表示×。リーチ音×。）
- GAZZ FS／CFSモデル - 有限会社アジャスト(中華卓。gazzと得点表示枠 eagle one-下記参照-を組み合わせたもの。CFSモデルは得点中央表示。電極接触式。4家同時表示。得点差表示〇。順位表示〇。リーチ音×。）
- Slim Plus Score28S- 株式会社アルバン（中華卓。Slim Plusにアルバンオリジナルの得点表示枠を付けたもの。2022年12月に、牌を中に入れたまま、縦に畳めるSlim Plus Score28Sを発表。IC非接触式。4家同時表示。得点差表示〇。リーチ音×。）
- センチュリーフェニックスCタイプ - 株式会社鳳凰（国産卓。電極接触式。中央のみに得点表示。得点差表示×。リーチ音〇。）
- センチュリーフェニックスSF Cタイプ - 株式会社鳳凰（国産卓。センチュリーフェニックスCタイプのデザインをスタイリッシュにしたもの。リーチ音〇。）
- センチュリーフェニックスNEO α F／CFタイプ - 株式会社鳳凰（国産卓。電極接触式。4家同時表示。得点差表示〇。CFタイプは中央にも得点表示。リーチ音〇。）
- センチュリーファースト F／CFタイプ - 株式会社鳳凰（国産卓。27ミリか28.85ミリ牌。IC非接触式。4家同時表示。得点差表示〇。鳳凰初のIC非接触式。CFタイプは中央にも得点表示。リーチ音〇。）
- S-tellar ET- 株式会社レディオシステム（中華卓。30.6ミリ牌。IC非接触式。4家同時表示。得点差表示〇。ドラめくり。中華式の自動配牌卓にEagerⅡを搭載。リーチ音×。）
- S-tellar DT- 株式会社レディオシステム（中華卓。30.6ミリ牌。点棒無し。４家同時表示。得点差表示〇。ドラめくり。中華式の自動配牌卓にデジテンボウⅡを搭載。リーチ音×。）

④得点表示枠のみ販売のブランド
- EagerⅡ（枠）- 株式会社レディオシステム（IC非接触式。4家同時表示。得点差表示〇。アモスレックス・gazzなどへ搭載可能。）
- デミオ（枠）- 株式会社レディオシステム（電極接触式。4家同時表示。得点差表示〇。アジャストのEagleoneをOEMとして受注生産）
- デジテンボウⅡ（点棒無デジタル枠）-  株式会社レディオシステム（点棒無し。４家同時表示。得点差表示〇。）
- Eagle one（枠）- 有限会社アジャスト(電極接触式。4家同時表示。得点差表示○。）

⑤本体オプションとしての得点中央表示機能
- GAZZ CFSモデル - 有限会社アジャスト（GAZZシリーズの最上位モデル）
- サイコロン（中央表示機能） - 株式会社鳳凰（デジコロンの後継。センチュリーフェニックスシリーズのC/CFモデルに搭載。リーチ音〇。）

(ブランド・メーカー名はメーカーごと五十音順)

## かつて存在した国内のブランドとメーカー
現在、以下の製品群は製造メーカーが倒産・麻雀事業から撤退、メーカーが存在していてもブランドを廃盤にしたため、下記ブランドの麻雀卓本体および得点表示枠の製造はされていない。
- アモスオーシャン （４型）- 大洋化学（旧アモス。ギャバンの枠を重厚、豪華にしたもの。4型でリーチ音〇積み棒表示○ 中期デジタルコントールBOXだが得点表示は無し。後継はアモスマーテルボイス）
- アモスギャバン（１－２－３－４型） - 大洋化学（旧アモス。この本体にモンスターやコングなどさまざまな枠をつけて発売された。１ヶ所吸い込み。サイコロBOX及びコントロールBOXの違いにより1型2型3型4型となっている。1988年から1999年までの初期のギャバンモデルは1型でリーチ音×積み棒表示×最初期ダイヤル式コントロールBOX。1996年のアモスモンスター発売以降1999年までモンスター枠とともに売られたもの(モンスター前期)は2型でリーチ音×積み棒表示○最初期ダイヤル式コントロールBOXでありこの2型でアモスは初めて積み棒表示を実装した。2000年のコング発表以降新アモスにバトンタッチする2004年までは中期デジタルコントロールBOXに変わる。2000年から2004年までモンスター枠とともに売られたもの(モンスター後期)及びギャバン枠（雀竜）とともに売られたものは3型でリーチ音×積み棒表示×中期デジタルコントロールBOX（ただし、モンスター後期は購入時オプションで4型に変更可能であった）。2000年から2004年までコング枠、コングB4枠、オーシャン枠をつけて売られたもの及びモンスター枠で4型オプションをつけて売られたものは4型でリーチ音〇積み棒表示○中期デジタルコントールBOX。この4型でアモスは初めてリーチ音及びゲームスタート音を実装した。後継はアモスキューブ）
- アモスギャバンスーパーDX（１型） - 大洋化学（旧アモス。丸みをおびていたギャバン1型を1995年当時の競合製品の雀豪に対抗し、枠のみ斜め角張シャープなデザインにしたもの）
- アモスキューブ - 大洋化学（いわゆる新アモス。2005年発売。4ヶ所吸い込み。この本体にセヴィアやアルティマや忍者バトル4やイーガーなどさまざまな枠を乗せて発売された。①築牌機能のみのノーマルキューブ②リーチ音＋積み棒表示＋自動配牌つきのキューブHDの2モデルを最初は発売。のちに③キューブHDから自動配牌機能のみ無くした特殊モデルのキューブRを発売した。後継はアモスシャルム）
- アモス雀竜（3型） - 大洋化学（旧アモス。2001年から2003年までの間はアモスギャバン枠のモデルをアモス雀竜と銘打って販売した。3型本体リーチ音×積み棒表示×中期デジタルコントロールBOX。ロゴを変えずにギャバン枠をつけて販売していたため、このモデルをアモスギャバンと思って購入した人が非常に多かった。サイコロBOXの色がアモスモンスター3型はブラックだが、この雀竜はライトグリーンで一見して1999年以前の初期アモスギャバン（本体1型）との違いを判別できるようにした。2000年当初のコング発表時の販売計画では得点表示無しモデルはアモスオーシャンのみの予定だったが、リーチ音や積み棒はいらないし枠は豪華でなくて良いので安いギャバンの復活をとの要望を受けて販売された。枠以外の構造はアモスモンスター後期の本体と同一）
- アモスマーテル（5型） - 大洋化学（旧アモス。新アモス発表後「家庭向け」と位置づけて2008年に発売した廉価版モデル。リーチ音×積み棒表示×後期テストモードつきデジタルコントロールBOX。コントロールBOX及びサイコロBOXが3型と外装は同じに見えるが中身が異なり3型との部品互換性が全く無いので、実質的には旧アモス5型の位置づけになる。構造はギャバンベースだが2004年以前の旧アモス1-2-3-4型から大きく改良されている。クラッチ・マイクロスイッチを無くしモーターが全て変更され、コントロールBOXにも新アモスのようなテストモードが実装されてメンテナンス性を格段に向上させた別製品となる。2014年販売終了）
- アモスマーテルボイス（6型・プレジャー本体） - 大洋化学（旧アモス。アモスマーテル上位版として2009年発売。アモスプレジャーの本体部分でもある。リーチ音〇積み棒表示◯後期テストモードつきデジタルコントロールBOX。コントロールBOXとサイコロBOXが4型と外見は同じに見えるが中身は別で、両者の互換性が無い上、4型音声機能には無かったオーラス音も追加されているので全く異なるモデルである。アモスマーテル（5型）に音声機能と積棒機能を追加した上位互換で旧アモス6型の位置づけになる。構造はギャバンベースだが2004年以前の旧アモス1-2-3-4型から大きく改良されている。クラッチ・マイクロスイッチを無くしモーターが全て変更され、コントロールBOXにも新アモスのようなテストモードが実装されてメンテナンス性を格段に向上させた別製品となる。2014年販売終了。旧アモスの最終モデル。）
- アモスレックス（ルーレットタイプ）- アモスレックス１はルーレットタイプ（c型）のみ発売。リーチ音〇。アモスレックス2はサイコロタイプがラインナップに加わり、ルーレットタイプ（C7型）かサイコロタイプ（CS型）かの選択が可能であった。2022年8月をもってルーレットタイプは人気薄のため廃番となった。同時にレックス1/2枠も廃番となったため、2022年9月以降、新品で購入できるアモスレックスは全てレックス３のサイコロタイプだが、レックス3の上下整列モデル（CSJ型）は、上下整列の代償として①山の積み上げが遅く②構造の複雑さゆえのトラブルも多く③専用牌が必要でそれまでの牌が使えない。以上のデメリットが多いため「枠はレックス3＆本体のみレックス2」のバージョンも継続販売しており、こちらは「レックス3上下整列無しタイプ（CSP型）」として販売している。よって本体に関して言えば、現在もレックス2（CSP型）とレックス3（CSJ型）を共に販売しているため、レックス2が完全に廃盤となった訳ではない。レックス2のサイコロタイプ（CS型）とレックス3の上下整列無し（CSP型）はレックス3の発売以後呼び名が変わっただけで中身は完全に同一である。アモスレックス1ルーレットタイプ（C型）とアモスレックス２（CS型、C7型）は枠が全く同一であり、見分けがつきにくいが、レックス2はレックス1の完全上位互換であり、リンシャンおろし王牌残しと三方あがりが実装された点で機能面においてレックス2が優れている。少なくともサイコロタイプであれば、本体はレックス１でなくレックス2であるという目利きポイントとなっており、確実にレックス2であると判断可能なサイコロタイプの方がレックス中古品の流通価格も高くなる傾向がある。
- MJJAPAN（龍鳳、雀友ドラゴン）- 株式会社DAI（DAIは電元オートメーション倒産後の後継会社。電元の当時の最新卓「昇竜2」を電元からの事業継承時にブランド名をMJJAPANに変更。自動配牌機能、ドラめくり、リンシャン下ろし三方上がり、リーチ音を実装。MJJAPANは大洋技研以外のDAI/マツオカ/エムテックスマツムラの3社が協力して販売する形を取った。龍鳳はマツオカメカトロニクスのオリジナルでMJJAPANオリジナルのセンターのサイコロBOXを点数表示機能付きサイコロンに変更したもの。雀友ドラゴンはエムテックスマツムラのwakwakやwakwakⅡ枠を付けたもの。MJJAPANにテンリーダーやマツオカのacroやeagerをつけたモデルも販売された。しかし、大洋技研アルティマVS他3社連合MJJAPANの自動配牌卓シェア戦争は大洋技研の圧勝に終わり、電元オートメーションに続きDAIも倒産、MJJAPANは2015年生産中止となった。エムテックスマツムラは麻雀事業そのものから撤退し、マツオカも麻雀卓の製造部門マツオカメカトロニクスを失う形になり、その後の大洋技研アモス1強体制を決定づけた。
- 雀王 - オーエスプロジェクト（株式会社フクタニや株式会社ジャンマーによる販売。自動配牌機能なしモデルと自動配牌機能ありモデルが存在。マグジャン無双の改造品）
- 雀華 - ミユキ精機（雀夢A型コピーモデル）
- 雀吉 - 新日本物産
- 雀豪 - 電元オートメーション株式会社（雀夢A型MK３の改良モデル。後期モデルのジョイナビにてリーチ音〇。最後期モデルの雀豪DOME DORADORAは初のドラ牌自動めくり機能を実装。電元倒産後はDAIが継承）
- 雀豪WONDER - 電元オートメーション→株式会社DAI（有限会社アジャストのGAZZ 2型モデルをOEM販売）
- 雀秀 - 狭山精密工業（雀友コピーモデル）
- 雀酔／コスモ - 愛和技研（雀夢B型の後継機。アイラブユー→コスモECと社名変更）
- 雀ピオン- リードジャパン（旧アモスギャバンの違法コピーモデル。レア。）
- 雀風 - エムテックスマツムラ（雀友アルファの改良版。リーチ音〇。センター持ち上がり方式の雀友アルファを、主流となってきたセンター落とし込み方式に変更し、ドラ牌自動めくり機能を実装した機種）
- 雀夢 - かきぬま技研（雀夢シリーズの継承先：雀夢A型→雀豪。雀夢B型→雀酔・コスモ。雀夢C型→レープス・グロス・ウィンダム・Aじゃん・雀豪スリム・雀夢ニューCS650）
- 雀友 - エムテックスマツムラ（旧 松村製作所。パイセッターの後継。雀友は違法コピーモデルとして「雀秀」及び「大和／飛鳥」が作られ、訴訟に発展するほどの数が売れた。後継の雀友アルファからリーチ音〇。雀友575などヤマに区切りがついて上がってくるタイプも存在。1998年以降は得点表示枠wakwakをつけて販売。アモスとのシェア争いに敗れ、2011年に雀友は生産中止となりエムテックスマツムラは麻雀事業から完全撤退した）
- 昇竜 - 電元オートメーション株式会社（2003年発売。全自動配牌卓。リーチ音〇。雀豪の後継だが、内部構造は全く異なる。表示枠はテンリーダー。後継の昇竜2からリンシャン下ろし三方あがり機能を実装。2003年～10年ごろの自動配牌卓の販売競争において電元の昇竜シリーズは完全に後発の大洋技研アモスアルティマの後塵を拝する形になり、シェアをほぼ失い、2013年電元オートメーションは倒産した。再起をかけ、電元オートメーションの全事業を継承会社の株式会社DAI【Dengen Automation Inheritance Co.,ltd.】が受け継ぎ、昇竜2はMJJAPANという名前に変わってもうしばらく販売を続けた。詳細はMJJAPAN参照のこと）
- センチュリー - マツオカメカトロニクス（株式会社鳳凰がセンチュリーモデルを継承。マツオカメカトロニクスは解散）
- パイセッター - 松村製作所（1977年発売。初の全自動麻雀卓。販売はレジャー・プロジェクト等各社で分担。改良モデルとして雀友が生まれた）
- パイリーダー - 株式会社ジョイス(パイリーダーは麻雀牌にICタグを内蔵し、麻雀卓にアンテナを配し、手牌、上り牌、役牌を所定の位置に置くと役を読み取る点数自動計算機能つきの全自動麻雀卓。本体ベースは雀豪Navi、DAI昇龍シリーズ。手積み版もあった。上がり点数を自動計算するため点数移動は自動で行われ、点棒は使用しない。点数は麻雀卓中央の液晶に表示された）
- 鳳凰 - マツオカメカトロニクス（ネクスト→モア→モア2に継承。モア２の復刻版はZEROモデル。現行はBGモデル）
- マグジャン無双 - 都島興産（自動配牌機能を実装。マツビシに継承）
- 大和／飛鳥 - 三栄（雀友コピーモデル）

※以下は得点表示枠のみのブランド
- アモスアルティマ/セヴィア（枠） - 大洋化学（新アモス用。IC非接触式＆４家同時表示。点差表示可能。アルティマは集計機能あり。セヴィアは集計機能無し。アルティマ枠＋キューブHD本体をいわゆる「アルティマ」として発売。セヴィア枠＋ノーマルキューブ本体をいわゆる「セヴィア」として発売した。セヴィアはメーカーオプションで本体をキューブHDに変更可能。変更したものはセヴィアHDとして販売していた。2012年以降アルティマについていた集計機能はメーカーの自主規制により使用不能となった）
- アモスコング/コングバトル4（枠）（※本体4型） - 大洋化学（旧アモス用。モンスターの上位。電極接触式。点差表示可能。モンスターの改良版。①コングは2000年発売。本体は4型リーチ音〇積み棒表示○。モンスターを各席の表示ボタン及びトータルボタンを押したときにランプが光るように改良したもの。②コングB4は2001年発売。本体は4型リーチ音〇積み棒表示○。4家同時表示＆得点差表示＆集計機能がついたもの。コングB4の集計機能は発表した2001年当時は革新的な機能で、フリー雀荘においてアモスブランド躍進の大きな原動力となった。2012年以降B4の集計機能はメーカーの自主規制により使用不能となった。）
- アモスレックス１／２（枠） -  大洋技研（新アモス用。IC非接触式＆４家同時表示。点差表示可能。集計機能が実装されたモデルもある。本体は自動配牌があるキューブHDの上位版を「レックス本体（C型CS型C7型）」として販売していた。自動配牌機能の無い本体と合わせたアモスレックスERというモデルも僅かながら販売された。レックス1/2枠は2022年8月をもって廃番となったがサポートは継続中。）
- Eager1（枠） -  レディオシステム（2012年発売。IC非接触式得点表示枠。4家同時表示。点差表示可能。オプションでUSB充電機能をつけることが可能。eager2と見た目は完全に同じ内部の部品の差。チップケースがピンクのものがeager1・黒のものがeager2。USB充電口がついていない場合はeager1。マツオカのセンチュリーシリーズにとりつけるタイプをEAGER-CXとして販売しCXにはサイコロンと連携した中央同時表示タイプもあった。Eager1の発売に合わせ大洋化学とのOEMが始まり、本体がアモスCUBE-HDのものがEAGER-CB、本体がアモスCUBE-RのものがEAGER-CAとして販売した。CXとCB＆CAは枠の性能は同じだが、それぞれ大きさが異なった。）
- アモスプレジャー（枠）（※本体6型） - 大洋化学（2009年発売。旧アモス用。本体は6型。IC非接触式＆4家同時表示。点差表示可能。アモスマーテルボイス6型を本体としており、リーチ音〇積み棒表示○新式コントールBOXかつテストモード実装。2014年完全に販売終了。）
- アモスモンスター（枠）（※前期は本体2型。後期は本体3型かオプションで本体4型） - 大洋化学（旧アモス用。1996年発売。初の電極接触式得点表示枠。点差表示可能。旧アモスギャバン向け。相当な台数が出回った。枠自体は1996年から2004年まで全て同じだが、販売のされ方が時期によって異なる。1996年－1999年は前期アモスモンスターで本体が2型リーチ音×積み棒表示○。2000年－2004年は後期アモスモンスターで本体が3型リーチ音×積み棒表示×。2000年以降は本体の積み棒機能を無くし、得点表示のみするアモスコングの廉価版という売り方になったが、本体4型でリーチ音〇積み棒表示○の購入時オプションをつけることもできた）
- Eagle D（枠）アジャスト（GAZZ標準枠にレディオシステム製デジテンボウ１を組み込んだもの）
- デジコロン （中央表示機能）-マツオカメカトロニクス（かつてのセンチュリー向け得点中央表示機能。リーチ音〇。デジタルサイコロの不人気からサイコロンが開発され廃盤となる）
- ジョイナビ （中央表示機能）-株式会社ジョイス（1997年発売。初の得点中央表示機能。下取りしたMK3をDOME牌が使えるように改良してジョイナビ＆テンリーダーとして販売・レンタルされた。）
- デジテンボウ１（点棒無デジタル枠）- レディオシステム株式会社（2019年発売。点棒のやり取りを全てデジタル化し、ボタン操作のみで点棒移動。デジテンボウ2の開発に伴い廃番。）
- テンパル（枠）- マツオカメカトロニクス（後継はテンパル2。電極接触式得点表示枠。センチュリー用と雀夢雀豪・雀友用があった）
- テンリーダー（枠）- 株式会社ジョイス（1994年発売。初の得点表示枠。点差表示可能。重量式。4家同時表示かつ点差表示可能にしたテンリーダー2も存在。雀豪・昇竜向け。テンリーダーは相当な数が販売されたので現在も容易に手に入るが、テンリーダー2は流通量が少なくほとんど現存していない。）
- 忍者（枠）- 株式会社アルバン（大洋化学アモスシリーズからのOEMを受けて発売。忍者IはアモスモンスターのOEM。忍者IIはアモスコングのOEM。忍者B4はアモスコングB4のOEMで4家同時表示かつ集計機能つき。2012年以降B4についていた集計機能はメーカーの自主規制により使用不能となった。忍者Iは雀豪本体版のものとアモスギャバン本体版のものを展開《アモスギャバン本体の忍者Iはアモスモンスターと全て完全に同一で表のロゴシールのみが違う》。忍者IIは雀豪本体版のみ展開。忍者B4は当初雀豪本体版のみ展開していたが、最後期に新アモスキューブHDを本体とした自動配牌モデル「忍者B4-2007年版」も展開した。）
- マルジャンR（枠）－株式会社シグナルトーク（オンライン麻雀で一定の人気を持つアプリ「マルジャン（シグナルトーク運営）」をリアル麻雀の世界に裾野を広げるべく開発した。枠の点棒表示面にタッチパッドディスプレイが搭載され、点棒・チップ移動、点数、順位、リーチ演出、アガリ演出など、オンライン麻雀アプリのような表示がなされた。リアルな点棒やチップを使わなくても麻雀ができた。値段の高さと需要の無さ、ポイントとゴールドを分けたシステムの使いにくさなどから、半年たらずで廃番となった。）
- 楽点棒（点棒無デジタル枠）- オートジャン株式会社（昭和期に開発された点棒無しデジタル枠の元祖）
- レディオ/acro（枠）- （株）レディオシステム（2002年発売。初のIC非接触式得点表示枠。4家同時表示。点差表示可能。初期モデルがレディオ。ノーマル機能のLEと集計機能Rがあった。その後、後継モデルとしてオープントップ型に変更し、得点表示位置を変更したものがacro。マツオカセンチュリーにつけるものと、他社製品の昇竜２＆龍鳳＆MJJAPANにつけるものがありそれぞれ枠のサイズが異なった。マツオカ（株）でレディオを開発した部門が独立し、マツオカの子会社レディオシステムとなる）
- wakwak（枠）-　エムテックスマツムラ（1998年発売。初の4家同時表示枠。点差表示×。電極接触式。LED液晶画面で点差表示・集計機能に改良したwakwak2が存在。wakwak1/2とも販売業者では点数表示のない中古本体とセットにして販売・レンタルされていた。wakwakにはリーチをするとリーチの自動音声とともに枠の一部が光る機能があり、wakwak2では本体液晶表示部に「リーチ」の演出も流れた。パチンコ機のような華やかさをイメージして付加された機能だった。他社のリーチ音がサイコロBOXから出るのに対し、エムテックスマツムラはwakwak表示枠の方にリーチ音機能を持たせていた。）

(ブランドは五十音順)